# Lindaura Anzoátegui Campero
Anzoátegui  Campero est un nom espagnol. Le premier nom de famille, en général paternel, est Anzoátegui ; le second, en général maternel, souvent omis, est Campero.
Lindaura Anzoátegui Campero, née le 31 mars 1846 à Tojo (de) (département de Tarija, en Bolivie) et morte le 25 juin 1898 à Sucre (Bolivie), est une poétesse et femme de lettres bolivienne.

## Biographie
Elle a été la première dame de son pays entre 1880 et 1884